# Джустина

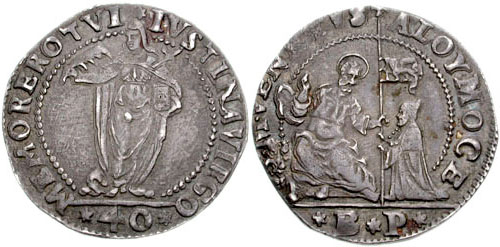
Джустина номиналом в 40 сольдо 1574 года

Джустина (итал. giustina) — название нескольких серебряных монет Венецианской республики, на реверсе которых изображена святая Иустина Падуанская.
Впервые три номинала монет (40, 20 и 10 сольдо) с изображением коленопреклонённого перед апостолом Марком дожа на аверсе и святой Иустиной на реверсе были отчеканены в 1472 году во время правления Николо Троно (1471—1473). Джустина номиналом 40 сольдо имела вес в 9,04 г при содержании 8,569 г чистого серебра.
По распоряжению дожа Николо да Понте (1578—1585) отчеканили две большие памятные монеты:
- джустина маджоре (итал. giustina maggiore) — номиналом 160 сольдо или 8 венецианских лир весом 36,38 г при содержании 34,488 г чистого серебра[1][2][3]
- джустина миноре (итал. giustina minore) — номиналом 124 сольдо или 6 венецианских лир и 4 сольдо весом 28,103 г при содержании 26,64 г чистого серебра[1][2][3]

Все данные монеты имеют обозначение номинала, указанного в сольдо на реверсе под изображением святой. Впоследствии джустина миноре стала прообразом для серебряных монет номиналом в 124 сольдо, которые получили название серебряного дуката или дукатоне.